# Evrotas
Evrótas (grško Ευρώτας) je ena od dveh pomembnih rek na polotoku Peloponezu in glavna reka Lakonije v Grčiji.
Imenuje se po mitološkem lakonskem kralju Evrotu, ki naj bi po legendi zgradil kanal, s katerim je speljal stoječo vodo iz okolice Šparte v morje. Ime Evrotas v grščini pomeni »dober tok«. Po drugi etimologiji je ime izpeljano iz starogrške besede εὐρώς, »plesen«, v jonskem narečju. Staro ime za reko je bilo Iri (Ίρις, Iris).
Reka izvira severozahodno od meje med Lakonijo in Arkadijo, blizu vasi Skortsinos, poleg tega pa jo napajajo tudi podvodni izviri pri mestu Pellana in pritoki z gora Tajget in Parnon, ki prve z zahoda, druge z vzhoda obkrožajo dolino Evrotasa. Reka je dolga 82 km, teče s severa proti jugu in se izliva v Lakonski zaliv.
Delta Evrotasa je zaradi svojega pomena za selivke in gnezdeče ujede prepoznana kot pomembno območje za ptice (IBA). Območje ogrožata predvsem širjenje kmetijstva in nenadzorovana gradnja turistične infrastrukture. Tudi sama reka je hidromorfološko daleč od naravnega stanja: glavna grožnja je odvzemanje velikih količin vode za potrebe namakanja, zaradi česa je površinska struga poleti pogosto suha. Poleg tega so zaradi pogostih poplav v preteklosti strugo na več mestih zravnali, kanalizirali in odstranili obrežno vegetacijo.